# Barasia
|  | Aquest article tracta sobre sobre el riu de Bangladesh. Si cerqueu la vila de Madhya Pradesh, vegeu «Berasia». |

El Barasia és un riu de Bangladesh, una branca del riu Madhumati al districte de Jessore. El riu corre de nord a sud, sorgint del Khalpara i unint-se al final al Lohagara.